# تنودت (زاوية سيدي قاسم)
تنودت هي إحدى مشيخات المملكة المغربية، تتبع جغرافيا لإقليم تطوان وإداريًا لزاوية سيدي قاسم. يقدر عدد سكانها بـ 1711 نسمة حسب الإحصاء الرسمي للسكان والسكنى لسنة 2004.